# Michael Barber
Michael Charles Barber S.J., né le 13 juillet 1954 à Salt Lake City, est un jésuite américain, actuel évêque du diocèse d'Oakland en Californie. Sa devise est Deus misericordiarum Pater.

## Biographie

### Formation
Après avoir étudié à la Saint Pius X Preparatory School de Galt (Californie), Michael Barber entre au noviciat de la Compagnie de Jésus en 1973. Il commence ses études à la Loyola Marymount University, dont il reçoit le diplôme de Bachelor of Arts en philosophie, puis celui d'histoire à la Gonzaga University de Spokane en 1978. De 1982 à 1985, il étudie la sacrée théologie au Regis College  de l'Université de Toronto. En 1989, il obtient une licence de théologie systématique à la Grégorienne de Rome.

### Ministère
Michael Barber est ordonné prêtre pour la Compagnie de Jésus le 8 juin 1985 et prononce ses vœux définitifs en 2005. Après son ordination, il est missionnaire à Apia (Samoa occidentales 1985-1987), puis professeur assistant à la Grégorienne (1990-1991); tuteur et chapelain à l'Université d'Oxford en Angleterre et boursier à la communauté jésuite de Campion Hall (en) à Oxford (1992-1998), directeur de l'école de direction pastorale pour l'archidiocèse de San Francisco avec résidence à la paroisse Sainte-Agnès, et ensuite au Saint Ignatius College de San Francisco (1998-2001); professeur et directeur spirituel du séminaire Saint-Patrick de Menlo Park (2002-2010). À partir de 1991, il est aussi aumônier de l'U.S. Naval Reserve, atteignant le grade de capitaine.
En 2010, Michael Barber devient directeur de la formation spirituelle du Saint John's Seminary de Brighton à l'archidiocèse de Boston.

### Évêque d'Oakland
Le 3 mai 2013, le pape François le nomme évêque du diocèse d'Oakland. Il est consacré et installé le 25 mai 2013. Mgr Barber est le premier évêque américain nommé par le pape François, également jésuite.
En plus de l'anglais, il parle italien, français et samoan, ainsi que latin,.
Certains paroissiens modernistes se sont opposés à son gouvernement conservateur et au remplacement qu'il a ordonné de deux prêtres dont l'un affichait son militantisme LGBT.

## Distinctions
Mgr Barber  a reçu la médaille du Service méritoire et la Navy Commendation Medal (avec étoile d'or) et a été fait chevalier du Saint-Sépulcre et maître chapelain de l'ordre souverain de Malte.
- États-Unis

 Médaillé du Service méritoire.
 Médaillé de la Commendation Medal
 Ordre souverain de Malte
| Chevalier d’honneur et de dévotion de l’ordre de Malte | Chapelain magistral de l’ordre souverain de Malte |

- Ordre équestre du Saint-Sépulcre de Jérusalem

| Chevalier de l'ordre équestre du Saint-Sépulcre de Jérusalem |